# Élise Marienstras
Élise Marienstras est une historienne française née le 20 août 1932 à Paris, professeur émérite de l'université Paris-Diderot où elle a enseigné de 1968 à 1999. Elle est notamment spécialiste — une des pionnières en France — de l'histoire des États-Unis, plus particulièrement de la Jeune République américaine et de l'histoire des Amérindiens, sur lesquelles elle a publié plusieurs ouvrages.

## Biographie
Élise Marienstras (née Lichtensztejn Rubinsztejn) est née à Paris de parents juifs immigrés de Biélorussie. 
Elle milite, à partir de 1952, à l'Union des étudiants juifs de France (UÉJF), notamment contre la guerre d'Algérie. En 1956, elle épouse Richard Marienstras, futur spécialiste de Shakespeare. Le couple développe des liens d'amitié étroits avec des historiens tels que Eric Hobsbawm, Pierre Vidal-Naquet, Ira Berlin. 
De 1957 à 1961, lors d'un séjour de coopération effectuée avec son mari en Tunisie indépendante, elle prépare, alors qu'elle est institutrice, la licence d'histoire à l'Institut de France. 
De 1961 à 1963, elle  séjourne à Wellesley (Massachusetts) aux États-Unis. Elle enseigne la littérature française à Pine Manor Junior College et prépare un mémoire de Master sur Appeal to Reason, un journal socialiste américain des années 1890-1920. 
De retour en France, elle  prépare et obtient le CAPES ainsi que l'agrégation d'histoire en 1963.
Elle soutient une thèse d'État et une thèse de 3e cycle, puis est recrutée en 1968 à l'université qui deviendra l'université Paris-Diderot. Elle enseigne à l'Institut Charles V, l'UFR d'études anglophones créée en 1969, l'histoire des États-Unis dans le cadre de la politique pluri-disciplinaire menée par Antoine Cullioli, le premier directeur. Elle fonde, à Paris-Diderot, le Centre de recherche sur l'histoire des États-Unis (CRHEU), aujourd'hui transformé en association et toujours en activité. En tant que directrice du centre, elle encadre de nombreuses thèses et organisent plusieurs colloques internationaux. 
Membre de l'American Historical Society, de l'Organization of American Historians, du Omohundro Institute of Early American History and Culture, de l'American Indian Workshop, elle participe aux colloques de ces organismes. Entre 1965 et 2015 elle a participé, comme membre puis comme présidente, aux activités du Cercle Gaston Crémieux, un cercle juif, laïc et diasporique voué à la cause des minorités et du multiculturalisme.
Un recueil d’article est publié en son hommage, à la suite d’un colloque international organisé à l’université Paris-Diderot en 2002 : Nouveaux regards sur l’Amérique. Peuples, nations, sociétés. Perspectives comparatistes, XVIIe – XXIe siècles, dir. Nathalie Caron et Naomi Wulf (Paris, Syllepse, Histoire : enjeux et débat, 2004).

## Approche
Au cours de ses recherches, Élise Marienstras a été guidée par son intérêt pour les idéologies nationalistes, notamment pour le rôle de ce type d'idéologie dans la naissance des États-Unis et de leur politique impériale et ethnocentrique ultérieure. Proches des historiens "radicaux" dans les années 1960-1980 – notamment Alfred F. Young, Herbert Gutman, Eric Foner, Ira Berlin –, elle a adopté les méthodes et l'approche de la nouvelle histoire "from the bottom up" qui s'est développée aux États-Unis à la fin des années 1960. La version radicale de cette histoire par le bas mettait en avant le rôle des gens du peuple comme des minorités, parallèlement à – ou contre – celui des élites blanches et WASP, dans la révolution américaine et dans la création des États-Unis à la fin du XVIIIe siècle. 
Élise Marienstras inaugura une orientation originale en faisant porter l'attention sur le processus de construction nationale d'un État-nation fédéral singulier et de la religion civique qui lui a permis de naître et de se propager. Ses écrits mettent au jour "les ambivalences américaines" – y compris du point de vue religieux – et permettent de saisir le phénomène national sur la longue durée, depuis l'ère coloniale, qui voit le territoire des autochtones envahi par les colons européens et habité par des individus libres et non libres, jusqu'à celle de la jeune République américaine, lorsque s'élabore une idéologie nationaliste et expansionniste, et qu'est consolidée l'institution esclavagiste, puis, au-delà, alors que perdure l'influence des mythes fondateurs. L'histoire des États-Unis est abordée sous l'angle du collectif comme de l'individuel, des discours comme des pratiques, de la communauté dominante comme des groupes dominés, de l'intérieur comme de l'extérieur. Le récit s'inscrit dans l'histoire atlantique. Il est par ailleurs ancré dans l'histoire impériale. Le choix du terme "pré-industriel" qui qualifie le champ d'études du CRHEU entend définir les États-Unis naissants comme une société agrarienne non dépourvue de conflits de classe, sans toutefois que soit ignorée la persistance d'une société traditionnelle tout au long du XIXe siècle, voire du XXe siècle dans le cas des autochtones. Les travaux d'Élise Marienstras ont largement contribué au renouvellement de l'historiographie de la Jeune République. Ils dépassent le champ strictement américain et, grâce à une perspective volontiers comparatiste, offrent des pistes de réflexion multiples sur notre monde contemporain.

## Publications

### Ouvrages
- Les mythes fondateurs de la nation américaine: Essai sur le discours idéologique aux États-Unis à l'époque de l'indépendance, 1763-1800 (Paris, Éditions Maspero, 1976 ; Bruxelles, Complexe, 1976)
- Histoire documentaire des États-Unis. 3, Naissance de la République fédérale 1783-1828 (choix des documents choisis et présentations). Collection dir. par Jean-Marie Bonnet et Bernard Vincent (Nancy, Presses universitaires de Nancy, 1987)
- Nous, le peuple : les origines du nationalisme américain (Paris, Gallimard, Bibliothèque des Histoires, 1988)
- Wounded Knee, L'Amérique fin de siècle (Bruxelles, Complexe, 1996)
- La résistance indienne aux États-Unis (Paris, Gallimard, Archives, 1980 ; Folio Histoire, édition revue et augmentée en 2014)
- Mémoires sans mémoire (Paris, Atlande, 2025)

### Direction d'ouvrages et ouvrages en collaboration
- Avec Rachel Ertel et Geneviève Fabre, En marge : sur les minorités aux États-Unis (Paris, Éditions Maspero, 1971)
- Avec Barbara Karsky (dir.), Autre temps, autre espace : études sur l'Amérique pré-industrielle (Nancy, Presses universitaires de France, 1986)
- Avec Bernard Vincent (dir.), Les Oubliés de la Révolution américaine : femmes, Indiens, Noirs, quakers, francs-maçons dans la guerre d'Indépendance (Nancy, Presses universitaires de Nancy, 1990)
- (dir.), L'Amérique et la France, deux révolutions (Paris, Publications de la Sorbonne, 1990)
- Avec Barbara Karsky (dir.), Travail et loisir dans les sociétés pré-industrielles (Nancy, Presses universitaires de France, 1991)
- Avec Marie-Jeanne Rossignol (dir.), Mémoire privée, mémoire collective dans l'Amérique pré-industrielle (Paris, Berg international, 1994)
- Avec Marie-Jeanne Rossignol (dir.), L'école dans l'histoire des États-Unis (Nancy, Presses universitaires de Nancy, 1994)
- Avec Gérad Bouchard et Claude Féral (dir.), Le citoyen dans "l'empire du milieu". Perspectives comparatistes (Saint-Denis, La Réunion, Alizés, 1998)
- Avec Naomi Wulf, Révoltes et révolutions en Amérique (Neuilly-sur-Seine, Atlande, 2005)
- Avec Naomi Wulf, The Federalist Papers : défense et illustration de la Constitution fédérale des États-Unis (Paris, CNED, 2010)

### Direction de numéros de revue
- Avec Naomi Wulf, « Vie privée, bien public : histoire de la sociabilité américaine », Cahiers Charles V, no 22, 1997
- « Fédéralisme et fédérations dans les Amériques : utopies, pratiques, limites », Nuevo Mundo Mundos Nuevos. Colloques, mis en ligne le 12 décembre 2008

### Éditions
- Richard Marienstras, Shakespeare et le désordre du monde. Avant-propos d'Élise Marienstras ; textes édités et présentés par Dominique Goy-Blanquet (Paris, Gallimard, 2012)
- Richard Marienstras, Être un peuple en diaspora. Préface d'Élise Marienstras ; postface de Pierre Vidal-Naquet (Paris, Les Prairies ordinaires, L'histoire rejouée, 2014)
- Naomi Wulf, Une autre démocratie en Amérique (1824-1844). Orestes Brownson, un regard politique (Paris, Presses universitaires de Paris Sorbonne, 2017), avec Nathalie Caron et la collaboration de Sophie Wahnich